# ディアレストクラブ
有限会社ディアレストクラブは、北海道浦河郡浦河町にある競走馬の生産・育成牧場、および馬主。
日本中央競馬会（JRA）に牧場名義のほか、組合馬主「ディアレスト」として馬主登録されている。勝負服の柄は牧場名義は薄紫、青一本輪、袖青縦縞を、ディアレスト名義は薄紫、青一文字を使用している。冠名は「ディア」を用いるが、冠名のない所有馬もいる。

## 代表者
1. 高樽 秀夫[1][4]（たかだる ひでお、1964年7月4日[1][2] - ）
  - 高知県吾川郡いの町出身[2]。学生時代に父に高知競馬場へ連れられたことをきっかけに馬に関心を持ち、馬術競技の選手となる[2]。その後富士重工に就職するも、本場である北海道に行きたいという気持ちが強くなったことから1988年に移住[2]。1994年にディアレストクラブを設立したのち、2003年よりJRAの馬主となった[2]。「ナムラ」の冠名で知られる馬主の奈村信重を競馬での父と仰いでいる[2]。
  - 競馬以外では錦鯉の愛好家として専門誌に取り上げられたことがある[5]。
  - 妻の高樽さゆりも馬主である[1]ほか、娘は芸人の石川ことみ。
2. 高樽 優也（たかだる ゆうや、1990年6月7日[3] - ）
  - 現代表。北海道出身[3]。父の秀夫と同様に自身も馬術選手として活躍、日本大学在籍時には馬術部の主将となり学生チャンピオンとなったこともあった[3]。現在、ディアレストクラブのほか有限会社ディア・ディアの代表取締役も務める[3]。

## 主な育成馬
- スキップジャック[6]（2004年京王杯2歳ステークス）
- ディアヤマト[6]（2007年兵庫ジュニアグランプリ）
- ディアジーナ[6]（2009年クイーンカップ、フローラステークス）
- ディアドムス[6]（2014年全日本2歳優駿、北海道2歳優駿）
- クロコスミア[7]（2017年府中牝馬ステークス、2017年 - 2019年エリザベス女王杯2着）

## 主な生産馬
- バトルクライ（2022年ユニコーンステークス3着、2023年すばるステークス）
- スティールルージュ（2021年フルールカップ、ローレル賞、2022年ユングフラウ賞、若潮スプリント、2023年しらさぎ賞）[8]

## 主な繋養馬

### 繁殖牝馬
- クロコスミア

### 功労馬
- ルゼル[9]（2007年まで）

## 主な所有馬

### ディアレスト名義
- スキップジャック
- レッドアゲート（2008年フローラステークス）
- カレイジャスミン（2008年フローラステークス2着）
- ディアジーナ
- ディアヤマト（中央所属時）
- ディアドムス（中央所属時）[注 2]
- ラテールプロミーズ（2020年京都ハイジャンプ2着）

### 高樽秀夫名義
- ナムラマース[注 3]
- ディアヤマト（地方所属時）
- ディアドムス（地方所属時）

### 高樽さゆり名義
- ディアアレトゥーサ（2010年紫苑ステークス[注 4]、福島記念2着）
- ディアディアー（2010年福島ジャンプステークス）